# Biorazgradiva plastika
Biorazgradiva plastika je plastika koju je moguće razgraditi djelovanjem živih organizama,obično bakterija.
Danas   se proizvode 2 osnovna tipa biorazgradive plastike: tkz. bioplastike,komponente kojih su dobivene preradom sirovina iz obnovljivih izvora,te sintezom dobivene plastike koje sadrže aditive koji potiču biorazgradnju istih.

## Primjeri
- Dok su aromatski poliesterI skoro potpuno otporni na mikroorganizme,većina je alifatskih poliestera biorazgradiva, prije svega zbog potencijalno hidrolizom razgradivih esterskih veza.:
  - Prirodni proizvodi: Polihidroksialkanoati (PHAs) kao i   poli-3-hidroksibutirati (PHB), polIhidroksivalerati (PHV) i polihidroksiheksanoati (PHH);
  - Obnovljivi resursi: Polilaktička kiselina (PLA);
  - Sintetski: Polibutilen sucinat(PBS), polikaprolaktoni (PCL)...
- Polianihidridi
- Polivinil alkohol
- Većina škrobnih derivata